# ビーバップ!ハイヒール
『ビーバップ!ハイヒール』は、朝日放送テレビ（ABCテレビ）で2005年4月7日から2020年3月26日まで放送されていた教養バラエティ番組である。女性漫才コンビハイヒールの冠番組で、タイトルは漫画の『ビー・バップ・ハイスクール』にちなむ。
制作局の朝日放送テレビでは、自社制作の深夜番組レーベル「ナイトinナイト」の木曜枠で、2005年4月7日から2018年9月27日まで23:17 - 翌0:17、2018年10月4日から2019年9月26日まで23:22 - 翌0:22、2019年10月3日から2020年3月26日までは23:17 - 翌0:17（いずれもJST）に放送されていた。
一部のテレビ朝日系列局で常時ネットを実施しているほか、系列外の放送局でも不定期で放送されている。そのため、本項で記載の放送日は、いずれも朝日放送テレビ（関西ローカル）での放送分に基づいている。

## 概要
朝日放送テレビプロデューサーの矢澤克之が、週替わりのテーマ設定や独特の構成・演出によって、「教養とバラエティの融合」を試みていた番組。取り上げるテーマも、政治、経済、社会問題、流行、風俗、スポーツ、日本でほぼ無名ながら、海外で広く認知され高い評価を得ている日本人や日本企業、関西地方の知られざる歴史、慣習、交通事情など、硬軟にこだわらず多岐にわたっている。
テーマの選定に当たっては、番組スタッフがそのテーマに詳しい人物の著書を精読したうえで有名無名を問わず、当番組にふさわしい人物を「カシコブレーン」という肩書きで起用。さらに、テーマを放送で取り上げることが決まった場合には、カシコブレーンが後述のスタジオ収録へ同席するようになっていた。
当番組の放送期間中に開設していた公式サイトでは、テーマに関連するカシコブレーンの著書を放送後に紹介。テーマによっては、カシコブレーンが取材VTRにも登場したり、カシコブレーンの著書や関連書の売れ行きに好影響を及ぼしたりすることもあった。
朝日放送テレビでは、旧朝日放送時代の2005年4月7日から15年間にわたって「ナイトinナイト」の木曜枠で放送されてきたが、2020年3月26日放送分で終了。最終回では、SF作家の高島雄哉をカシコブレーンに迎えて、「『5年後の未来』〜それは終わりか 始まりか〜」を放送した。2020年4月2日からは、海原やすよ ともこ（ハイヒールと同じ吉本興業所属の女性漫才コンビ）が司会を務めるトークバラエティ番組『やすとものいたって真剣です』が当番組の放送枠を引き継いでいる。

### スタジオ出演者
ハイヒール（リンゴ、モモコ）を司会（放送上はリンゴが主に進行）、朝日放送→朝日放送テレビのアナウンサー（岡元昇→八塚彩美→大野聡美→川添佳穂）をアシスタント（放送上の名義はデータマン　→　データガール）に据えたうえで、スタジオレギュラー陣をカシコチームと凡人チームに大別。カシコチームには、筒井康隆（小説家）と江川達也（漫画家）が毎回揃って出演していた。
一方の凡人チームには、番組開始時点では活躍の場がまだ限られていた吉本興業所属の芸人（たむらけんじ、チュートリアル、ブラックマヨネーズ）を矢澤がレギュラーで起用。現在は、たむらけんじが毎週、チュートリアルとブラックマヨネーズが隔週交代で出演するほか、1組の女性タレントを週替わりでメンバーに迎えている。なお、ブラックマヨネーズは2005年、チュートリアルは2006年にそれぞれM-1グランプリ（朝日放送テレビが決勝戦の生中継および関連番組を制作）で優勝。芹那や安めぐみなど、矢澤の方針で無名時代から定期的に登場しているタレントも多かった。
このような経緯から、たむらけんじは、番組の終了が発表された直後に、自身のinstagramアカウントを通じてコメントを発表。「15年前（2005年）に何も仕事のなかったブラックマヨネーズ、チュートリアル、たむらけんじを拾ってくれた番組が終わります。とにかく辛い。残念とかじゃなくて、しんどいくらい辛い。正直、終わらないといけない理由がわからない。ほんまに悔しい」との真情を吐露したうえで、視聴者に対して「最後まで楽しくやるから!こんな最高の番組めちゃくちゃ楽しく終わらすから、終わらした事、後悔させるくらい最後面白く終わるから、最終回までよろしくお願いします」と呼び掛けた。

### 番組構成
関西地区のレギュラー放送では、アニメーションによるオープニングムービーを流した後に、当日のテーマに関する再現映像　→　当日のカシコブレーンに関する紹介映像　→　スポットCMをはさんで本編に入っていた。
本編の前半では、カシコブレーンの著書・作品・証言・推理などに沿って独自に制作した再現VTRを流すとともに、スタジオ出演者が解説やコメントをはさむ構成になっていた。再現VTRについては、朝日放送テレビの地元・関西地区での放送を念頭に置いているため、ナレーションや登場人物のセリフに関西弁を用いることが多かった。その一方で、外国人や海外に関するテーマを扱った場合には、外国人を登場させている。
本編の中盤には、凡人チームの芸人によるロケ企画「ハテナの自由研究」（#番組内容の項で詳述）を挿入。後半は、カシコチームおよび凡人チームに対してアシスタントがクイズを出題したり、スタジオ出演者の一部（または全員）が当日のテーマに関する実験や試技に臨んだりしていた。エンディングでは、モモコが筒井に感想を求めた後に、スタッフロールに合わせて歌手（または音楽ユニット）の最新PVを月替わりで流していた。
制作局の朝日放送テレビでは、旧朝日放送時代の1990年代（1993年 - 1995年ごろ）にも、ハイヒールの冠番組として『ハイヒールのどんなんかな予備校』（ハイヒールのどんなんかなよびこう）という教養バラエティ番組を毎週日曜日の午後に編成。後に大阪府知事を務める横山ノックが「校長」役で出演していたほか、テレビ朝日系列局の一部でも遅れネット方式で放送していた。ただし、本番組と違って、「先生」（本番組の「カシコブレーン」に相当するゲスト）が「生徒」（ハイヒール・どんきほ〜て・月亭遊方などの若手芸人・落語家）に向けて自身の専門分野を講義するスタイルで構成していた。
また、第1回から第36回（当時の朝日放送では2006年の第1回である1月6日放送分）までは、「納得バナナ」「ハテナバナナ」という小道具を利用した「ハテナバナナチェック」という企画を実施。カシコチームおよび凡人チームのメンバーが、各自で「納得バナナ」か「ハテナバナナ」を自分の席の机へ置くことによって、取り上げたテーマへの“納得度”を評価する趣向になっていた。

### 収録体制
基本として、隔週水曜日の午後に朝日放送のスタジオで2回分を収録。2007年4月26日放送分からハイビジョン制作（ロケVTRのみ標準画質）へ移行するとともに、スタジオセットも一新された。
収録では、スタジオ中央の司会席に向かって右からカシコブレーン・ハイヒールリンゴ・ハイヒールモモコが着席。スタジオの右側にカシコチーム、左側に凡人チームの席をハの字状に配していた。女性ゲストには、チュートリアルまたはブラックマヨネーズとたむらけんじに挟まれる格好で着席。データマン　→　データガールを務めるアナウンサーは、スタジオセットの右端（カシコチームの江川の席の右隣）で立ったまま待機する（主に本編の後半で登場）。データガールとして八塚が加入してからは、データガールとハイヒールのやり取りが新たな見どころになっている。また、カシコチームの座席の背後には、筒井の著書（「時をかける少女」など）や江川の作品（「まじかる☆タルるートくん」など）が置かれていた。
通算300回目の放送（2011年7月21日放送分）では、「有馬温泉」（神戸市北区）をテーマに現地でオールロケを敢行した。放送開始10周年に当たる2014年には、ハイヒールの2人が本番組史上初の海外ロケで2月上旬にガラパゴス諸島を訪問。同年3月30日（日曜日）15:30 - 17:25の特別番組『ハイヒール結成30周年記念　ビーバップ!ハイヒール　ガラパゴススペシャル』と、4月3日のレギュラー版でロケの模様を放送した。
2017年には、『バックトゥーザ!ビーバップハイヒール～12年間の名作を1時間で振り返るスペシャル～』と称して、後述する人気シリーズのダイジェストや「ハテナの自由研究」初期の名場面集を2月23日にレギュラー枠で放送した。また、朝日放送（当時）での放送開始13年目に当たる4月7日放送分からは、放送済みの本編動画をTVerで配信。日本国内であれば、後述するネット局以外のエリアでも、放送後1週間限定で直近の放送内容をTVerから無料で視聴できるようになった。このため、オープニングの構成をTVer向けに改めたり、オープニング映像のアニメーションやコーナーロゴを変更したりするなどのリニューアルを実施した。
2017年10月12日放送分で、通算の放送回数が600回に到達。当日は、「かしこブレーン」の筒井に焦点を当てた構成で、東京都内にある筒井の自宅で収録した模様を中心に『ビーバップ!ハイヒール特別編　筒井康隆。この男、何者なのか?』として放送した。この収録には、ハイヒール、江川、ブラックマヨネーズに加えて、「凡人チーム」のゲストとして出演頻度の高い浜口順子が同行。筒井が小説を執筆する書斎を訪れたほか、代表作の1つである「時をかける少女」の執筆に至った背景を、本人の半生を織り交ぜた再現VTRで紹介した。また、事前に視聴者から募集した筒井への質問に本人が答える企画も実施。筒井の妻がロケ、筒井と親交の深い山下洋輔や又吉直樹がVTRコメントで登場した。

### 関西地区での視聴率
関西地区では、深夜帯の放送ながら、概して高い視聴率を記録。テーマによっては、週間視聴率ランキングの上位（トップ20位以内）に入ったり、レギュラー放送枠以外の時間帯に関西ローカルで再放送を実施したりすることもあった。2013年12月30日には、本番組史上初めて、朝日放送（当時）が『ごきげん!ブランニュ』（「ナイトinナイト」月曜枠、通称「ごきブラ」、2016年3月終了）との合同特別番組『なにわの夢の祭典!!ごきブラvsビーバップ　ガチンコ7番勝負スペシャル』を関西ローカルで13:55 - 15:55に放送した。
番組史上最高の視聴率を記録した回は、2006年11月30日放送分の「ビーバップ!法医学教室の事件簿」（カシコブレーン：上野正彦）および2010年4月8日放送分の「関西鉄道ミステリー 〜時空を越えた真実を解明〜」（カシコブレーン：川島令三）の16.3%。「関西鉄道ミステリー」については、2010年9月16日放送分の「関西鉄道ミステリー2」でも番組史上第2位の16.1%を記録するなど特に人気が高く、シリーズ企画を随時放送していた（# 番組内容の項を参照）。『朝日放送開局60周年記念番組』と銘打たれた2011年2月24日放送分の15分拡大スペシャルのテーマも、「関西鉄道ミステリー3」であった。

### 出演者の不祥事に伴う措置
番組開始当初からレギュラーで出演してきた徳井義実（チュートリアル）は、東京国税局に総額1億3800万円の申告漏れを指摘されていたことをめぐって、2019年10月23日（水曜日）の深夜に自身の意向で記者会見を開催。この会見を受けて、チュートリアルが所属する吉本興業は、同月28日に徳井の芸能活動自粛を発表した。
徳井は、前述した会見の当日にも、2019年11月28日および2020年1月16日放送予定分のスタジオ収録とロケに参加。制作局の朝日放送テレビでは、会見日より前に収録したチュートリアル出演回「あなたのスマホに繁殖中!最恐（最強）の同居人　秋カビ」を、当初の予定に沿って会見の翌日（10月24日）に放送していた。翌週（10月31日）にもチュートリアルの出演回を放送する予定だったが、後日の放送に向けて収録を済ませていたブラックマヨネーズ出演回「～輝かしき栄光と破滅～アノ天才がなぜ?」に急遽差し替え。徳井については完全に降板させず、当面の間出演を見合わせる措置を講じた。
2019年11月以降に放送されるチュートリアル出演回のうち、徳井が収録に参加した回については、収録済みの映像を福田だけが出演しているように編集。徳井の芸能活動自粛後に収録された回については、福田・たむら・ブラックマヨネーズ以外で吉本興業に所属する芸人（すっちーなど）を、徳井に相当するポジションで出演させていた。
なお、徳井は当番組の終了1カ月前（2020年2月24日）から芸能活動を再開しているが、当番組への復帰が見送られたまま番組を終了。ただし、最終回のスタジオ収録には立ち会っていた。実際に放送されたスタジオパートにはハイヒール、筒井、たむら、ブラックマヨネーズ、福田しか登場していなかったものの、放送上後半に編成されていた15年分の総集編には、徳井の出演シーンが入ったダイジェスト映像も使用。その後に組み込まれたトークパートで、ハイヒールリンゴと筒井が徳井に言及したシーンも放送された。

### レギュラー放送終了後の主な動き
朝日放送テレビでは、ハイヒールが漫才コンビとしての結成から2023年で40周年を迎えたことを背景に、同年6月25日（日曜日）の15:25 - 16:25（レギュラー放送の終了から3年3ヶ月後）に『ビーバップ!ハイヒール復活スペシャル』を編成。ロシアによるウクライナへの侵攻をテーマとした「世界がもしもひとつの教室だったら2023年」（河合塾世界史講師の青木裕司が「カシコブレーン」として世界情勢を「世界がもし100人の村だったら」風に解説していたシリーズ企画の2023年版）と、「ハテナの自由研究特別編」（ハイヒール40年の歴史を秘蔵映像を交えたクイズで紐解く企画）の二本立てで、スタジオパートの収録には筒井、ハイヒール、ブラックマヨネーズ、（前述した事情からレギュラー放送期間の終盤に出演を見合わせていた徳井を含む）チュートリアルが集結した。たむらは2023年の5月上旬から生活と活動の拠点をアメリカ合衆国に移しているが、スタジオ収録のタイミングが自身の渡米後であったことから、収録に際しては上記の出演者に向けてVTRでメッセージを寄せている。

## 出演

### 番組終了時点のレギュラー出演者（2019年10月31日以降）
司会
- ハイヒール（リンゴ、モモコ）

パネリスト
- カシコチーム
  - 筒井康隆（小説家）
  - 江川達也（漫画家、オープニングムービーに流れるレギュラー出演者の人物画も担当）
- 凡人チーム
  - たむらけんじ
  - チュートリアル（徳井義実、福田充徳）
  - ブラックマヨネーズ（小杉竜一、吉田敬）
    - チュートリアルとブラックマヨネーズは、2019年10月まで隔週交代で出演。ブラックマヨネーズは本番組の放送1年目（2005年）、チュートリアルは2年目（2006年）に、それぞれM-1グランプリで優勝している。
    - チュートリアルについては、前述した事情で、2019年11月から放送上福田のみ出演。前月までに収録済みの回については、オープニングの出演者紹介をはじめ、徳井が写り込んでいる映像を編集ですべて割愛していた。

  - 女性ゲスト1名（2020年3月19日まで出演）
  - 男性ゲスト（たむら・チュートリアル・ブラックマヨネーズ以外のお笑い芸人）1名（2019年12月 - 2020年3月19日）
    - 福田の出演回にのみ、徳井に相当するポジションで出演。

データガール
- 川添佳穂（当時朝日放送テレビアナウンサー、2018年7月5日から出演）[17]

ナレーター
- 畑中フー（2013年4月4日から5月9日まではインプラント矯正の手術・休養のため休演）

### 過去のレギュラー出演者
凡人チーム
- サバンナ（八木真澄、高橋茂雄）

データマン兼アシスタント
- 岡元昇（出演期間中は当時の朝日放送アナウンサー、番組開始 - 2013年3月28日） - オカゲン 岡元昇名義で出演

データガール
- 初代：八塚彩美（出演期間中は朝日放送→朝日放送テレビアナウンサー、2013年4月4日 - 2016年3月25日）
- 第2代：大野聡美（出演期間中は朝日放送 → 朝日放送テレビアナウンサー、2016年3月31日 - 2018年6月28日） - 2018年6月に朝日放送報道局ニュースセンターの記者へ異動したが、当番組では、異動前に収録した内容を同月28日まで放送。

ナレーター
- 川下大洋（2013年4月4日 - 5月9日） - 畑中の休演期間中に担当

### かしこブレーン
過去に多数の専門家・有識者が出演したため、シリーズ企画などで複数回にわたって登場した人物や、経歴・肩書・専門で扱うテーマなどで特筆すべき人物を中心に記載。
- 有村昆
- 川島令三
- 上野正彦
- 橋爪紳也
- 富澤一誠
- 玉木正之
- 西岡文彦
- 加来耕三
- 半田健人 [18]
- 岩崎夏海
- 上山明博
- 清塚信也
- 植木理恵
- 宇都宮健児
- 茂木健一郎
- 藤田紘一郎
- 山口敏太郎
- 白駒妃登美（しらこま ひとみ）[19]
- サンキュータツオ（米粒写経）[20]
- 河合敦[21]

など
通常の放送では1名が司会席（ハイヒールリンゴの右隣）に座るが、2018年以降は、『ハイヒールのどんなんかな予備校』に似た構成の「著名人かしこブレーンスペシャル」（上記以外の著名人3名が「かしこブレーン」として講義や体験談や実演を交互に披露する企画）を3月中旬と12月中旬に放送。この場合には、「ハテナの自由研究」を休止していた。過去にスペシャル版で講師を務めた「かしこブレーン」は以下の通り。
- 2018年3月15日放送分「春休み直前!著名人かしこブレーンスペシャル」（以下の人物がスタジオの中央で講義や実演）
  - 新子景視（プロマジシャン）：「クローズアップマジック」の実演
  - ゴルゴ松本（TIM）：少年院への慰問活動で展開している「命の授業」（独自の解釈で漢字の成り立ちを解説する授業）の再現
  - 澤穂希：「成功の秘訣」
- 2018年12月20日放送分「冬休み直前!著名人かしこブレーンスペシャル」（レギュラー版と同じく「かしこブレーン」がハイヒールリンゴの右隣に着席）
  - 西野亮廣（キングコング）：「信用を稼ぐ時代」
  - 蛭子能収：「笑われる勇気」
  - 爆ノ介：「大ヒットリズムネタに秘められた3つの法則」
    - 法則を証明する目的で、爆ノ介によるギターとシンバルの伴奏に合わせて、「リズムネタ」を十八番にしている藤崎マーケットの田崎佑一、8.6秒バズーカー、バンビーノが立て続けに十八番を披露。本業がピン芸人である爆ノ介も、オリジナルのリズムネタ「山川」を自ら演じた。

### 女性ゲスト
過去に出演した人物を以下に記載（※は番組終了の時点まで定期的に出演）。所属グループのある場合は出演当時のもの。
- 青野楓
- 赤松悠実
- 安藤絵里菜
- 池田夏希
- 磯山さやか
- 上原美優
- 植田真梨恵[22]※
- 梅田彩佳（元AKB48）
- 遠藤久美子
- 大川藍（元アイドリング!!!）
- 太田在
- 小笠原茉由（元NMB48）
- 小野真弓
- 加藤小夏※
- 川崎亜沙美※
- 川本サリー
- 北川弘美
- 熊田曜子
- 小泉エリ
- 小阪由佳
- 児玉菜々子
- 小塚舞子
- 小林香菜（元AKB48）
- 御秒奈々
- 阪井あゆみ
- 佐倉真衣
- 佐藤エリ※
- さとう珠緒
- 澤山璃奈
- 鹿沼憂妃
- 実はる那
- 芹那（元SDN48）
- 高畑充希
- 高部あい
- 高見こころ
- 田丸麻紀
- 田中道子※
- 中別府葵
- 中村葵
- 夏川純
- 西野未姫(元AKB48)
- 浜口順子※
- 春輝（モデルガールズ）
- 福地桃子※
- 筆岡裕子
- ベック※
- 別府あゆみ
- ほしのあき
- 堀田茜
- 堀越のり
- 増田有華（元AKB48）
- 松井絵里奈
- 三倉茉奈・佳奈
- 三津谷葉子
- 三戸なつめ※
- 宮崎麗香
- 宮澤智[23]
- 森はるか
- 安田美沙子
- 安めぐみ
- 山口もえ
- ゆきぽよ
- 横山ルリカ※
- 吉本実憂
- 渡辺美優紀（元NMB48）
- わちみなみ※

## 番組内容

### 主な企画

#### 関西鉄道ミステリー
再現VTRに加えて、カシコブレーンの川島自身による取材VTRも随時放送。放送回によっては、ABCで長らく当番組の直前に放送されていた『世界の車窓から』（テレビ朝日制作のミニ番組）のパロディとして、畑中のナレーションによる「関西の車窓から」という企画を後半に組み込むこともあった。
- 第1回（2010年4月8日放送分）：南海、阪神、阪急、松屋町駅、幻の路線のミステリー
  - 市営モンロー主義、日本万国博覧会などの影響（南海の難波以北進出計画、幻の阪急千里線－阪急箕面線連絡線）、新大阪駅に残る謎の建造物（幻の阪急新大阪連絡線）、第二阪神線計画（御影駅謎のホーム）
- 第2回（2010年9月16日放送）：京阪、阪急、盲腸線のミステリー
  - USJにホテル京阪がある理由（京阪中之島線延伸計画）、京都線（新京阪線→阪急）、中津駅の謎（京都線ホームが無い理由）、陸上交通事業調整法などの影響、東羽衣駅、多奈川駅
- 第3回（2011年2月24日放送）：梅田駅（阪急）、近鉄、和田岬線のミステリー
  - 国鉄大阪駅高架化による影響、京阪が球団を持たなかった理由、宝山寺駅、近畿日本鉄道と名乗る理由[12]
  - 鶴橋駅が大阪環状線との乗換駅になるまで、大阪上本町駅が地下鉄駅と離れている理由には触れず。
  - 「クイズ!関西の車窓から」（和田岬線、生駒ケーブル）
- 第4回（2011年9月1日放送）：消えた路線（南海天王寺支線、南海平野線、おとぎ電車）、大阪環状線のミステリー
  - 堺筋線と谷町線の延伸、天ヶ瀬ダム、大阪砲兵工廠などの影響（新今宮駅、あいりん地区の影響は触れず）
  - 「クイズ!関西の車窓から」（南海高野線内の汐見橋線）
- 第5回（2013年6月13日放送）：新幹線のミステリー
  - 新幹線が深夜に運転しない理由、兵庫県に新幹線駅が4つある理由
  - 「関西の車窓から」相生駅までの車窓
- 第6回（2016年9月8日放送）：涙に滲むレール物語（朝日放送開局65周年記念スペシャルウィーク）
  - 「涙の京阪…幻に消えたターミナル物語」幻の京阪梅田駅（市営モンロー主義、阪急との合併による）、幻の淡路鉄道（大南海圏の構想）、JR難波駅にある謎の線路（なにわ筋線計画）、中央新幹線のルート
  - 「関西の車窓から」南海加太線
- 第7回（2019年2月7日放送）：大阪環状線のミステリー
  - 大阪駅西側にある業務用エレベーターの謎、野田駅 (JR西日本)から大阪市中央卸売市場本場までの道（旧貨物線）、天満駅が大阪天満宮から離れている理由、京橋駅と大阪大空襲、大阪環状線のルート選定（蒸気機関車の煙対策、環状化までの経緯）路線の国有化（戦争の影響）、西九条駅から弁天町駅にある巨大看板

放送回によっては、川島以外の人物が「カシコブレーン」を務めるシリーズや、「カシコブレーン」が登場しないオールロケの特別企画を編成することがあった。
- 『京都鉄道ミステリー』（2015年10月8日放送、カシコブレーン：羽川英樹）
  - 京都駅0番ホームの謎、東海道新幹線の線路を走った阪急京都本線（新幹線と阪急が上牧駅－大山崎駅で並走している理由）、近鉄京都線・澱川橋梁に橋脚が無い理由、京福電気鉄道と名乗る理由、河原町駅に京都が付かない理由[24]
  - 「関西の車窓から」京阪京津線（御陵駅から浜大津駅まで）の車窓
- 『大阪地下鉄ミステリー』（2019年5月31日放送、カシコブレーン：伊原薫＝鉄道ライター）
  - Osaka Metro御堂筋線・梅田駅のホームに祠と百葉箱が設置されている理由、梅田駅の広大なホームが壁で1番線（中百舌鳥駅方面行き）用と2番線（相互乗り入れを実施している北大阪急行電鉄南北線の千里中央駅方面行き）用に仕切られている理由、複数の地名を合わせた駅名（御堂筋線の西中島南方駅や谷町線の喜連瓜破駅・太子橋今市駅）誕生までの経緯、四ツ橋駅の四つ橋線用ホームの壁に描かれた「暗号」に秘められた歴史、大阪に地下鉄を開通させた関一（第7代大阪市長）の先見の明と大胆な決断
  - 伊原薫は同局平日夕方の情報番組「Newsおかえり」火曜18時台のコーナー「古川×河合（塚田）のなんでやねん!?」(NDY)にも鉄道系調査の対象に詳しい専門家として出演し調査結果を採点している。例：朝潮橋駅にあった消えた線路・車庫。
- 『秋だ!京都だ!鉄道だ!　京阪ミステリーツアースペシャル』（2019年11月21日放送）
  - 当番組の放送700回を記念してハイヒール[25]、筒井、江川、ブラックマヨネーズ[26]、たむら、川添が参加したオールロケ企画で、京阪電気鉄道・京阪本線の京橋駅から祇園四条駅まで貸し切り電車を走らせたうえで、「ツアーガイド」に分した川添が車内や京橋駅のホーム・ひらかたパーク（枚方公園駅の近くで関連会社が運営する遊園地）・長楽館（村井吉兵衛が京都の別邸として建てた円山公園南側の洋館）[27]で他の参加者に向けてクイズを出題[28]。川島はロケに参加しなかったものの、「カシコブレーン」として「川島令三プレゼンツ　愛すべき京阪クイズ」（京橋駅のホームで別途収録）の出題を担当した。
  - クイズのテーマは、「京阪電鉄がロマンスカーを走らせなくなった理由」（このクイズのみ川島から出題）「京橋駅のホーム上で1日800本以上のフランクフルトを売り上げる売店（アンスリー）の名前の由来」「京阪電鉄の全車両に見られる珍しい特徴」「滝井駅を発車した貸し切り列車が418m[29]北側の土居駅に到着するまでの時間」「香里園駅周辺の住宅地にかつて存在していた施設」「京阪電車の利用客にマナーを守ることを呼び掛けるポスターに登場する（同社オリジナルの）ヒーロー戦隊のネーミング」「村井が財を成した明治時代のタバコの景品」など。小杉がかつてイメージキャラクター（初代「ひらパー兄さん」）を務めたひらかたパーク内のロケでは、同行していた京阪電鉄社員からの勧めで、小杉が「ジャイアントドロップ メテオ」（およそ50mの高さから猛スピードで垂直に落下する絶叫系のアトラクションマシン）に乗りながらのPRを強いられた。

### ハテナの自由研究
凡人チームのメンバー（チュートリアル、ブラックマヨネーズ、たむらけんじ）の進行による週替わりのロケ企画で、基本として1回分の放送に対して1組が担当。以下では、放送頻度の高いシリーズ企画を記す。ただし、他の企画も随時放送。チュートリアルの徳井が前述した事情で出演を自粛してからは、上記以外でスタジオに登場しないお笑い芸人の進行によるロケ企画を織り交ぜることもあった。
チュートリアル担当
- メシ-1GP ： 白いご飯を美味しく食べられる食材の組み合わせを考える。一般審査員10名に試食してもらい、1人10点満点でどれだけ評価を得られるかを競う。
- アナタの為を想って… ： 仲のいい女性グループの、普段は言えない友人への不満を匿名で提出してもらい、発表する。
- 見返し美人 ： 容姿が原因でいじめられたり男性から酷い扱いを受けた等の過去を持つ女性が、当時のエピソードをカーテン越しに語った後、努力して美しくなった現在の姿を披露する。
- 妄想キャラ-1グランプリ ： 名前は知られているが形のないキャラクターを、複数名のイラストレーターが想像で描き、一般審査員10名が判定する。なお、1位を獲得したイラストは放送後、公式サイトからダウンロード可能。
- リアル女子並べ ： 複数の女性が登場し、外見ではわからないある基準での順位を徳井が予想する。間違えた場合、徳井は女性からビンタを受ける。
- 美メイク-1GP ： 写真修整のプロが技術を競い合う。

ブラックマヨネーズ担当
- 弟子は師匠を越えられるのか? ： さまざまな分野で師弟関係にある2人に、まずは企画の趣旨を隠してインタビュー。その後弟子に趣旨を持ちかけ、師弟で競ってもらう。
- リカバリー王選手権 ： 外見は冴えない男性が登場し、まずは外見のみで女性審査員10名に評価してもらう。その後意外な特技を披露し、再評価でどれだけ点数を上げられるかを競う。
- チーム吉田企画 ： 過去の企画に出演しインパクトの強かった素人達（主に女性に免疫のない男性）を迎え吉田をリーダーに“チーム吉田”を結成し、さまざまな企画に挑戦する。「できそでできないこと」など。
- はじめてのニッポン ： 日本在住の外国人グループ（チーム吉田インターナショナルと呼ばれる）に、日本ならではの道具や遊びを体験してもらい、そのリアクションを観察する。
- クイズ!!仲間の気持ちがわかるん会 ： 同じコンプレックスを持った人に集まってもらい、そのコンプレックスを持った多くの人達からとったアンケートに基づくクイズに挑戦する。
- 口ゲンカ法廷〜シロクロつけましょう〜 ： 結着のつかない口げんかに、ブラックマヨネーズの2人が代理人となって決着をつける。
- 美人なのに引かれません?〜なのに美人〜 ： 美人だが残念な面を持った女性が登場し、男性陣が引くかどうか判定する。
- 人の見た目にごまかされるな! ： ある分野のプロ2人と、見た目がプロっぽい素人1人の中から、素人が誰であるか当てる。
- S級漢字検定 ： 難しい漢字の読み方や書き取りの問題について、頭の悪い一般人3人の解答を見て、高学歴タレントが正解を当てる。5問中3問当てれば検定合格となる。

たむらけんじ担当
- サギ写を見抜け! ： 携帯メールに送られてくる、特別な技法で可愛らしく見える写真を撮った女性を、あるエリアの中から探す（助っ人としてたむけんの後輩芸人が出演することもある）。
- インテリギャル王選手権 ： ギャル2人にクイズに挑戦してもらい、勝った方が街中で自分よりアホそうなギャルを探しさらに対決、最終的に3人勝ち抜けば、賢島への旅行券が贈られる。
- 適正価格HOWマッチ!? ： 食に詳しい3名の「ビーバップ価格選定委員」（グルメ雑誌の編集者とグルメブロガー）が飲食店を訪れ、看板メニューを価格を聞かずに試食して、店の立地等も加味した予想価格を算出。3名の平均額を「適正価格」とし、実際の価格がそれ以下なら「適正価格認定証」を発行。高ければその日から「適正価格」でメニュー提供しなければならない。公式サイトで出演希望店を募集中。
- 妻が急に美しくなったら… ： 妻のメイクやファッションを大変身させて、それに夫を会わせたとき自分の妻だと気づくか検証する。逆パターンの「旦那がどれだけ変わっても妻なら気付くはずだ!!」という企画もある。
- 女性は欲を出すとイッてしまうのか!? ： 街頭で女性に賞金3万円でやや難しいクイズを出題。不正解の場合はセカンドチャンスとして誰かに電話で聞くことができるが、それでも正解が出ないと、カメラの前でかなり恥ずかしい罰ゲームを受けることになる。それでもセカンドチャンスに挑戦するかどうかを検証する。初期はチュートリアルの企画であった。
- たむけんファンタジー：子どもをしつけたい親の応募で、子供が好きなものがしゃべるなどの不思議な現象を体験させ、子どもに苦手克服や手伝い等をさせようとする。
- 一流料理人が作る匠めし（たくめし） ： 一流料理人が、菓子パンなどコンビニで買える素材を使ってどんな料理が作れるか競う。
- ケータイ番号断捨離 ： 街頭で携帯電話のメモリーにある、消したいが消せない電話番号を、相手との思い出を語ってもらった後に、思い切って消してもらう。
- 一流料理人のいめちぇんクッキング ： ある食材が嫌いという人たちに、一流料理人がそれを劇的にアレンジした料理を出し、全員がおいしいと判定すれば賞金10万円を獲得できる。
- クイズ!パパは何でも知っている!? ： 子どもの前で父親に、小学校で習う問題を出し、2問連続で正解すると1万円分のこども商品券がもらえる。
- スゴ腕のプロにド素人の思いつきをぶつけてみたら? ： 超一流のプロフェッショナルが、素人の思いついた漫画のような技を実現できるか検証する。
- ミッション1分ポッシブル ： 一流のプロフェッショナルに、1分で何かすごいことができるか聞いて、それをやってもらう。
- よめそうでよめないよめ ： 夫婦に熟語の読み方の問題を5つ出して、夫は妻が読める熟語と読めない熟語を予想する。予想が3つ以上当たると賞金がもらえるが、当たらないと罰ゲームがある。

## スタッフ
- 構成 : 増山実、沢野緑、藤木汐見、やなぎだ、武輪真人、渡邊仁、寺前富雄、姫路まさのり、安田昌子（沢野・藤木・寺前→以前はブレーン）
- SW : 當房尚子（朝日放送テレビ）、中谷祐喜【週替り】/ 秋山泰彦・横山博昭・渡邊一樹・栢分祐二・川本龍文・水野圭司（朝日放送テレビ）、吉岡利晃（関西東通）、村越順司、岡田光司
- CAM : 西良美和（関西東通）、手塚西都子（朝日放送テレビ）、勝木俊雄【週替り】/ 田中康彦・横山博昭・渡邊一樹・栢分祐二（朝日放送テレビ）、世古章次（関西東通）、和三晃章
- MIX : 薮田美殻、清水俊孝（朝日放送テレビ）【週替り】/ 小西剛生・坂本宗之・滝川毅・西森大記（朝日放送テレビ）、久野純（関西東通）、村井信夫（朝日放送テレビ）
- LD : 重国裕治、瀧本貴士（朝日放送テレビ）【週替り】 / 兼岩克・葛原宏一・宮脇正樹（朝日放送テレビ）、細川圭吾、梶田拓也
- VE : 谷口廣司、瀧晃一、高橋明鈴【週替り】/ 月野昌・辻哲士・長谷川将宏・玉木雅之・宇佐美貴士・岡田光司（朝日放送テレビ）、大橋慎哉・辻義幸（関西東通）、板谷諒介、丸尾恵介
- ロケCAM : 津田欣典（MABU）、松本譲二（朝日放送テレビ）、米沢和樹、長野允那（朝日放送テレビ）、松原航（光学堂）、岡田秀徳、北林和浩【週替り】/ 広江健志・永田哲也（関西東通）、西川真（CAMIX）、田中哲哉（VIEW）、藤原仁巧、篠原佑典、山地俊和、加藤昌義、岡田真悟（関西東通）、北林一博
- EED : 佐藤友彦（マウス）【毎週】、工藤雄貴・田中麻衣子・赤羽直樹・利岡正義（マウス）、澤田全起・岡田勉（アイネックス）【週替り】/ 今西政之・山田潤（アイネックス）
- MA : 衛藤恒明（戯音工房）
- SE : 三木直彦（戯音工房）
- 美術 : 佐々文章（朝日放送テレビ）
- 美術進行 : 横田浩之（つむら工芸）
- 協力 : JAWS、ハネル、CAMIX、関西東通、ハートス、戯音工房、マウス、アイネックス、VIEW、BUDDY、ホワイトブレイン、ウォークオン、光学堂、BAX、Free、バックドロップ【週替り】／つむら工芸、高津商会、まいど、クラフト、新光企画、京阪商会、インターナショナルクリエイティブ、東京衣裳、masse、ジー・マックス、ビーム、モア、アイズ、CoQ
- 番組宣伝 : 衣川淳子（朝日放送テレビ）
- TK : 前田典子
- デスク : 服部八壽子（朝日放送テレビ）
- AD : 香月クリストフ光（朝日放送テレビ）、中野広司（ホワイトブレイン）、野津麻衣子
- FD : 徳原由花（Walk On）、濱州拓矢（東通企画）
- ディレクター : 山田拓・大橋洋平・中野良（朝日放送テレビ）、山下伸児（ハネル）、松本剛樹（BUDDY）、太田隼人、高田真吾・藤川明・金津巧・阪本圭（JAWS）、能崎幸一（バックドロップ）、石原直行（Free）
- 演出：光岡麦（BAX、以前はディレクター、ディレクターの回あり）
- チーフディレクター : 福田篤（朝日放送テレビ、以前はディレクター）
- プロデューサー : 山口正樹（朝日放送テレビ）
- 制作著作 : 朝日放送テレビ

### 過去のスタッフ
- プロデューサー : 矢澤克之（朝日放送〈当時〉）、安井一成（朝日放送テレビ、以前はディレクター►チーフディレクター►一時離脱►復帰）、丹田佳秀（朝日放送テレビ、以前はチーフディレクター）
- チーフディレクター : 堀英一・伊藤拓哉（朝日放送〈当時〉）
- ディレクター⇒番組宣伝 : 清水雄一郎（朝日放送〈当時〉）
- ディレクター : 岸岡孝治・北中彰・吉本貴雄・藤井武夫・田村雄一・朝比茂信・山口正紘・芝聡・樋笠りえ・鈴木洋平・山崎宏太・高岡めぐみ・矢野政臣（矢野→一時離脱▶復帰）・中田陽子（朝日放送〈当時〉）、水野里香・森田純平（森田→AD►一時離脱）・大迫浩幹（朝日放送テレビ）、加藤昌義（JAWS）、西岡孝之（ブリッジ→JAWS）、山下純平（アイ・ティ・エス）、堀田真範（ホーリーズエンタープライズ）
- 構成：広瀬忠幸
- プレーン : 浜口尚弘
- FD : 大城哲也・大金恭子・伊藤千雅子・吾妻真由子（東通企画）
- AD : 今岡祐資・白石和也・宮田楊一・山崎宏太・矢内達也・新枦聖也・小林隆男（朝日放送〈当時〉）、山北剛士・元家健（ブリッジ）、大濱雅子（ABCリブラ）、稲垣和人（テリー）、高原正浩（AZITO）、諸正義彦（東通企画）、堀景輔・谷本春華（Walk On）、寺川真未（朝日放送テレビ）、糀谷祐二・岡崎正康・桜井崇・武井有希・中尾明日香・赤嶺樹（ホワイトブレイン）、西浦景子（ハネル）
- AD⇒番組宣伝 : 荒木拓人（朝日放送〈当時〉）
- 番組宣伝 : 野尻勝弘・多田香奈子・池尻賢介・阪本美鈴・佐藤有・川井真紀・中村智子（朝日放送〈当時〉）、朝比奈紀子（朝日放送テレビ）
- TD : 山中康男（朝日放送〈当時〉）
- ロケCAM : 中村敦（マイシャ東京）、細田勝（アルチザン）
- EED : 寺田智也（マウス）、岡元裕次・今岡裕之・早川徹哉（イングス）、牧原保（アンカー）、岡村康弘（亀人）、塩川剛（東通AVセンター）
- MA・SE : 田口雅敏・黒澤秀一（戯音工房）
- SE : 山本大輔・松阪史高・新谷明比古（戯音工房）
- 美術進行 : 青野仁美（つむら工芸）
- リサーチ : 木村琢哉
- 協力：イングス、MABU／サトウ花店、Ciel
- 技術協力 : アルチザン、マイシャ東京、榊原テレビ機配、東通AVセンター
- 美術協力 : 百花園

## ネット局
| 放送対象地域   | 放送局                   | 系列           | 放送日時                     | 備考   |
| -------------- | ------------------------ | -------------- | ---------------------------- | ------ |
| 近畿広域圏     | 朝日放送テレビ（ABC TV） | テレビ朝日系列 | 木曜 23:17 - 翌0:17          | 制作局 |
| 香川県・岡山県 | 瀬戸内海放送（KSB）      | テレビ朝日系列 | 金曜 0:55 - 1:55（木曜深夜） | [ 30 ] |
| 広島県         | 広島ホームテレビ（HOME） | テレビ朝日系列 | 水曜 0:50 - 1:50（火曜深夜） | [ 31 ] |
| 沖縄県         | 琉球朝日放送（QAB）      | テレビ朝日系列 | 土曜 1:05 - 2:00（金曜深夜） | [ 32 ] |
| 山形県         | 山形テレビ（YTS）        | テレビ朝日系列 | 火曜 13:55 - 14:50           | [ 33 ] |

### 不定期ネット
- 北海道テレビ（HTB）
- 青森朝日放送（ABA）
- 北陸朝日放送（HAB）（主に『高校野球石川大会』の放送休止時に穴埋めとして放送）
- 愛媛朝日テレビ（eat）
- 鹿児島放送（KKB）

### 過去のネット局
| 放送対象地域   | 放送局              | 放送日時                                       | 備考                                                              |
| -------------- | ------------------- | ---------------------------------------------- | ----------------------------------------------------------------- |
| 長野県         | 長野朝日放送（abn） | 火曜 0:15 - 1:15（月曜深夜）                   | 2009年10月6日 - 2010年3月30日                                     |
| 福島県         | 福島放送（KFB）     | 金曜 0:20 - 1:20（木曜深夜）                   | 2009年10月15日 - 2016年9月30日                                    |
| 山形県         | 山形テレビ（YTS）   | 水曜 16:00 - 16:53                             | 2010年4月3日 - 2012年9月26日                                      |
| 宮城県         | 東日本放送（KHB）   | 水曜 0:51 - 1:46（火曜深夜）                   | 2009年10月7日 - 2016年10月6日                                     |
| 熊本県         | 熊本朝日放送（KAB） | 土曜 9:30 - 10:25 木曜 1:15 - 2:10（水曜深夜） | 2008年3月22日 - 9月28日 2010年1月14日 - 2016年9月29日             |
| 鳥取県・島根県 | 日本海テレビ（NKT） | 火曜 15:55 - 16:53                             | 2013年4月2日 - 2014年3月25日                                      |
| 中京広域圏     | メ〜テレ（NBN）     | 金曜 0:55 - 1:55（木曜深夜）                   | 2009年10月16日（朝日放送で同年10月2日放送分より） - 2018年9月28日 |
| 新潟県         | 新潟テレビ21（UX）  | 金曜 0:55 - 1:55（木曜深夜）                   | 2011年4月11日 - 2015年7月2日、2015年8月16日 - 2019年3月29日       |